# ビジュー・パトナイク国際空港
ビジュー・パトナイク国際空港（ビジュー・パトナイクこくさいくうこう、
オリヤー語: ବିଜୁ ପଟ୍ଟନାୟକ ଅନ୍ତର୍ଜାତୀୟ ବିମାନ ବନ୍ଦର、Biju Patnaik International Airport) は、インドのオリッサ州ブバネーシュワルにある国際空港。オリッサ州にある唯一の国際空港である。第3代オリッサ州首相であるビジュー・パトナイクにちなんだ名称である。

## 乗入れ航空会社及び就航路線
| 航空会社               | 就航地                                                                                     |
| ---------------------- | ------------------------------------------------------------------------------------------ |
| エアアジア             | クアラルンプール                                                                           |
| エアアジア・インディア | ベンガルール, チェンナイ, ハイデラバード, コルカタ, ラーンチー                             |
| エア・インディア       | ベンガルール, バンコク-スワンナプーム, デリー, ハイデラバード, コルカタ, ムンバイ          |
| GoAir                  | コルカタ, ムンバイ                                                                         |
| IndiGo                 | ベンガルール, チェンナイ, デリー, ハイデラバード, コルカタ, ムンバイ, ヴィシャーカパトナム |
| ビスタラ               | デリー                                                                                     |
| タイ・エアアジア       | バンコク/ドンムアン                                                                        |